# Comprendre l'Empire
Comprendre l'Empire (sous-titré Demain la gouvernance globale ou la révolte des Nations ?) est un essai d'Alain Soral dans les domaines de l'histoire de l'économie politique et du mondialisme publié le 10 février 2011 aux éditions Blanche.

## Présentation générale
Essai qui aurait pu s'intituler « Sociologie de la domination », selon la présentation de l'éditeur, le livre s'affaire à démontrer et retracer « le parcours historique d'une domination oligarchique engagée depuis plus de deux siècles en Occident. ». Pour le journal Le Point, Soral dénonce dans ce livre « un prétendu complot américano-sioniste international ».

## Critiques

### Critiques négatives
- Pour le politologue Pierre-André Taguieff, « on y trouve tous les poncifs de la littérature conspirationniste produite depuis le début des années 1950 [...] Si l’habillage lexical est nouveau, la rhétorique de la dénonciation du grand complot est la même que celle qu’on trouvait dans les écrits de Mgr Jouin ou d’Urbain Gohier dans les années 1920 »[4].

- Arnaud Le Guern, dans Causeur, qualifie Soral d'« essayiste brouillon quasi illisible » et estime que celui-ci « s’embrouille dans les références historiques, tout en raccourcis et vérités tronquées. Penser semble l’ennuyer, écrire encore plus. Il a besoin — c’est son habitude — d’un bouc émissaire. [...] Soral s’énerve : l’ennemi, c’est le juif, les juifs, Israël, les sionistes, la liste de Schindler, Freud, Rockefeller, Arthur, Woody Allen… Il en oublie. À chaque page de Comprendre l’Empire, il n’en peut plus de leur cracher dessus [...] » »[5].

- L'auteur et critique littéraire Frédéric Saenen juge qu'il s'agit d'un « mauvais livre » et qu'il y a « fort peu à retenir de ce pseudo-brûlot confusionniste ». S'il concède « que Soral n’a pas systématiquement tort, qu’il avance par moments des arguments ou des constats pertinents (avec certes moins de talent et de clarté que certains de ses prédécesseurs), qu’il ose pourfendre des entités collectives ou des personnalités que peu affrontent », il estime que l'auteur a perdu « l’écriture vigoureuse, solidement charpentée, verveuse en diable, de celui qui signa naguère l’excellent Chute !? »[6].

- Pour le journaliste Frédéric Haziza, Alain Soral y développe la théorie « d’un grand complot de la "Banque", concocté il y a plus d’un siècle et dont les "maîtres du monde" auraient prévu toutes les étapes. Le tout devait donc aboutir au "règne de la finance américaine sur le reste du monde, à travers la création de la Banque mondiale et du Fonds monétaire international". L’Empire, un complot mondialiste, américano-atlantico-judéo-maçonnique. Il y a chez Soral ces pseudo-concepts bâtis autour de la théorie du complot Juif. »[7].
- L’essayiste Frédéric Balmont regrette que les critiques d’Alain Soral soient souvent caricaturales, insuffisantes et finalement peu efficaces. Il convient selon lui de prendre la pensée d’Alain Soral au sérieux en reconnaissant la performance rhétorique comme le caractère cohérent et systématique de son œuvre. Partant de là, Frédéric Balmont propose une déconstruction du projet politique présenté dans Comprendre l’Empire en en dévoilant les présupposés anthropologiques et épistémologiques[8].   Selon Frédéric Balmont, Alain Soral manipule les références savantes dans le but de promouvoir une politique d’extrême-droite pouvant se réclamer du fascisme. L’anthropologie sert à hiérarchiser les hommes et les « sous-hommes », la psychologie à hiérarchiser les hommes et les femmes, la théorie politique à hiérarchiser le peuple et les élites. Les thèses complotistes et antisémites servent à disqualifier les contradicteurs et à expliquer pourquoi les élites actuelles sont « sataniques » et que l’ordre hiérarchique, pour nécessaire qu’il soit, est aujourd’hui renversé. Comprendre l’empire serait également hypocrite car aux antipodes des valeurs d’égalité et de réconciliation revendiquées par Soral. En effet, Frédéric Balmont prétend démontrer, en reprenant une grille d’analyse introduite par Alain Bihr, que le projet soralien repose tout entier sur les idées fondatrices de l’extrême-droite à savoir l’alliance de l’identité, de l’inégalité et de la pugnacité.

### Critiques positives
- La revue d'extrême droite Réfléchir et agir commente : « N’en déplaise aux grincheux de notre mouvance, le dernier ouvrage d’Alain Soral, Comprendre l’Empire, est un excellent travail didactique sur la manière dont la Banque s’est littéralement emparée du pouvoir dans le monde »[9].

## Ventes
Qualifié de « best-seller », Comprendre l’Empire s'est écoulé en octobre 2014 à plus de 100 000 exemplaires et figure, depuis sa parution, en tête des livres de la sous-catégorie « Politique sociale » sur Amazon malgré sa quasi absence de promotion dans les médias de masse et son vif rejet de la part de certains critiques. Une partie importante des achats se fait depuis le site d'Égalité & Réconciliation,,.